# Antonio Soler
Antonio Francisco Javier José Soler Ramos, často zvaný Padre Antonio Soler (pokřtěn 3. prosince 1729, Olot – 20. prosince 1783, El Escorial), byl španělský duchovní a hudební skladatel proslulý zejména svými sonátami pro cembalo.

## Život
Antonio Soler se narodil v katalánském městě Olot. Již v šesti letech se stal členem chlapeckého sboru při klášteru Montserrat, kde se mu dostalo důkladného hudebního vzdělání, vynikal zejména ve hře na varhany.
V roce 1752 vstoupil do Řádu sv. Jeronýma a přesídlil do kláštera v El Escorialu , kde vedle řeholních povinností působil jako varhaník a ve volném čase skládal hudbu. Seznámil se zde se skladateli Josém Nebrou a Domenikem Scarlattim, kteří doprovázeli španělskou královskou rodinu na jejích podzimních pobytech v El Escorialu. Od roku 1766 až do smrti byl také učitelem hudby nadaného syna krále Karla III., infanta Gabriela, kterému věnoval několik cembalových sonát.

## Dílo
Antonio Soler složil mnoho skladeb různých žánrů; dnes jsou z nich nejznámější jeho sonáty pro klávesové nástroje. Napsal jich více než 200 a většinou mají dvojdílnou formu. Často se v nich vyskytují na svou dobu neobvyklé modulace, ale i typicky španělské hudební prvky, například taneční rytmy. Není vždy zcela jasné, pro který klávesový nástroj jsou sonáty určeny, protože Soler hrál na varhany, cembalo i kladívkový klavír a pro všechny tyto nástroje také skládal.
Významnou část jeho díla tvoří také vokální duchovní hudba - mše, hymny, žalmy, moteta, villancica a další.
Vedle skládání se Antonio Soler zabýval také hudební teorií. V roce 1762 vyšel jeho dvojdílný spis Llave de la modulación (Klíč k modulaci), kde mimo jiné ukazoval, jak v hudební skladbě hladce a co nejrychleji přejít z jakékoliv tóniny do libovolné jiné. Jeho postupy se tehdy jevily jako velmi odvážné a spis vyvolal několik let trvající ostrý spor mezi konzervativními teoretiky, kteří dílo zcela odmítali, a Solerem a jeho moderně uvažujícími příznivci (kteří nakonec dílo dostatečně obhájili a spor byl ukončen).